# Angel Franco

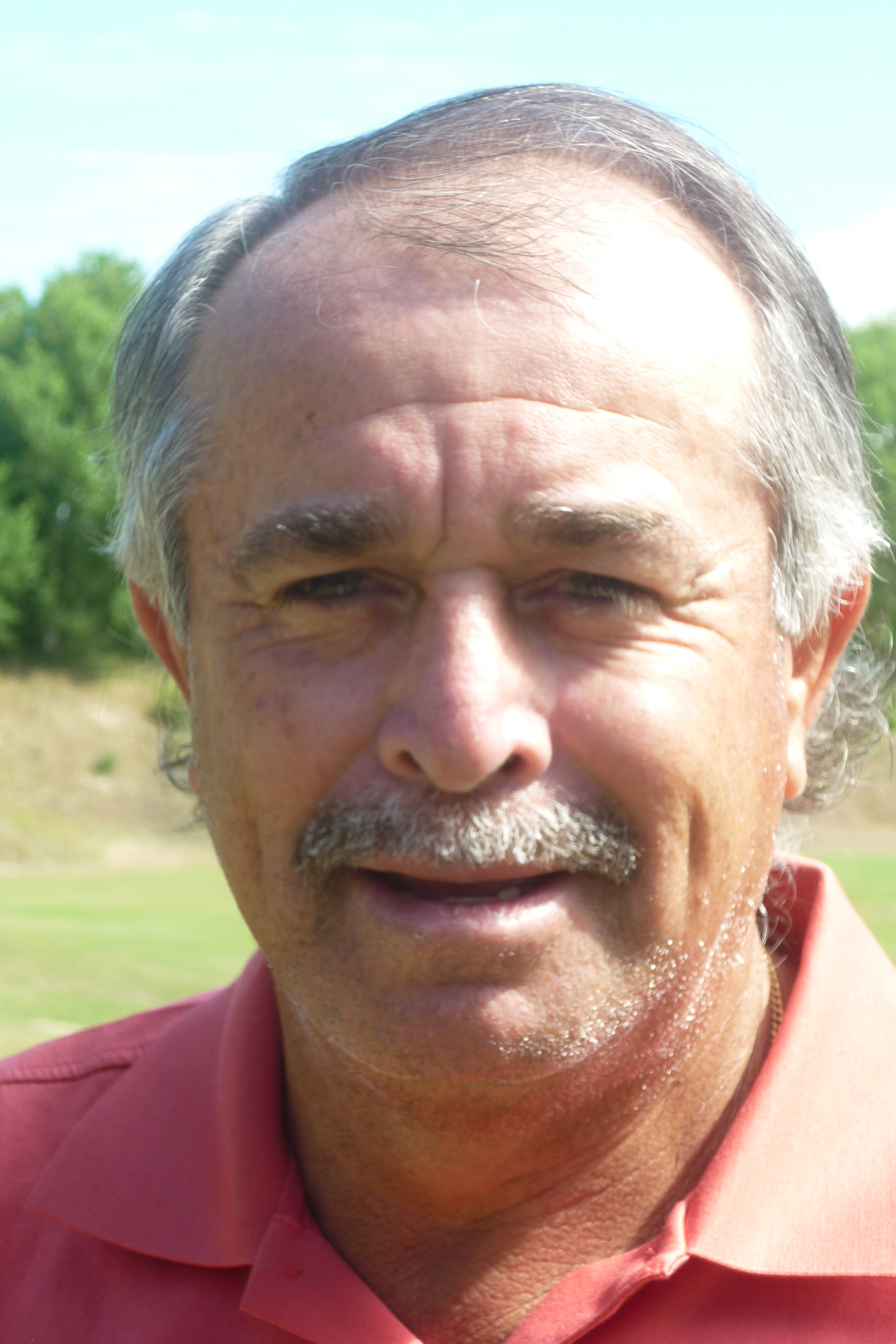
Ángel Franco, Dutch Senior Open 2010.

Ángel Franco (Asunción, 21 mei 1951) is een professioneel golfer uit Paraguay. Hij heeft een vrouw en zes kinderen. Hij is de broer van Carlos Franco, die op de Amerikaanse PGA Tour speelt.
Franco werd in 1974 en speelde op de Tour de Las Americas waar hij van 1989-1992 op de eerste plaats stond. Hij kreeg internationale aandacht toen hij tijdens de Dunhill Cup in 1993 John Daly en in 1994 Ernie Els versloeg.
Angel Franco speelt sinds 2008 op de Europese Senior Tour. In 2008 eindigde hij zowel bij de Jersey Seniors Classic als bij het Russisch Senior Open op de tweede plaats en kwam zo op de 11de plaats van de Order of Merit. In 2009 werd hij 2de op het The De Vere Collection PGA Seniors Championship en steeg hij zelfs tot de vijfde plaats.

## Gewonnen

### Argentijnse Tour
- 1989: Jockey Club Rosario Open
- 1990: Los Lagartos Grand Prix, Praderas Grand Prix
- 1991: Rio Cuarto Open
- 1992: Center Open
- 1996: Norpatagonico Open

### Nationwide Tour
- 1993: NIKE Dominion Open

### Canadian Tour
- 1993: PEI Classic

### Elders
- 1991: Brazil Open, Prince of Wales Open (Chi)
- 1992: Quito Open (Ecu)
- 1995: Marbella Open (Chi), Callaway Cup (Par)
- 2000: Venezuela Open
- Paraguay Open 6x
- Nationaal Open in Brazilië, Uruguay, Chili, Ecuador, Peru en Paraguay

## Teams
- Alfred Dunhill Cup: 1991, 1993, beide als captain, 1994
- World Cup: 1991, 1993, beide als captain, 2001